# Oostelijk Havengebied
L'Oostelijk Havengebied (en français, les Docks de l'Est) est un quartier d'Amsterdam, aux Pays-Bas, situé entre l'IJ et le canal d'Amsterdam au Rhin. La zone portuaire du quartier a été construite à la fin du XIXe siècle pour permettre l'accroissement du commerce avec les Indes orientales néerlandaises, mais ceux-ci furent en partie détruits lors de la construction de la gare centrale d'Amsterdam. Aujourd'hui, le quartier fait l'objet d'un plan municipal, dans le cadre duquel les entrepôts historiques sont réhabilités en logements, auxquels des immeubles contemporains viennent s'ajouter. On y trouve la nouvelle bibliothèque publique centrale d'Amsterdam, la salle municipale de concert, et l'avenue Oostelijke Handelskade. Au sud se trouve le quartier historique des Oostelijke Eilanden.
| Afrikahaven Zanzibarhaven Madagascarhaven Amerikahaven Alaskahaven Cacaohaven Texashaven Aziëhaven Australiëhaven Tasmaniëhaven ADM-haven Westhaven Hornhaven Moezelhaven Mainhaven Beringhaven Suezhaven Bosporushaven Sonthaven Jan van Riebeeckhaven Usselincxhaven C Reynierszhaven Adenhaven Ashaven Petroleumhaven Coenhaven Mercuriushaven Vlothaven Neptunushaven Minervahaven Houthaven Nieuwe Houthaven Bewaarhaven Oude Houthaven Sixhaven Ponthaven IJhaven Ertshaven Spoorwegbassin Entrepothaven Shipdock NDSM Oranjewerf Écluses d'Orange Écluse du Prince Willem-Alexander Canal de la Mer du Nord IJ Dirk Metselaarhaven Isaac Baarthaven Wim Thomassenhaven |

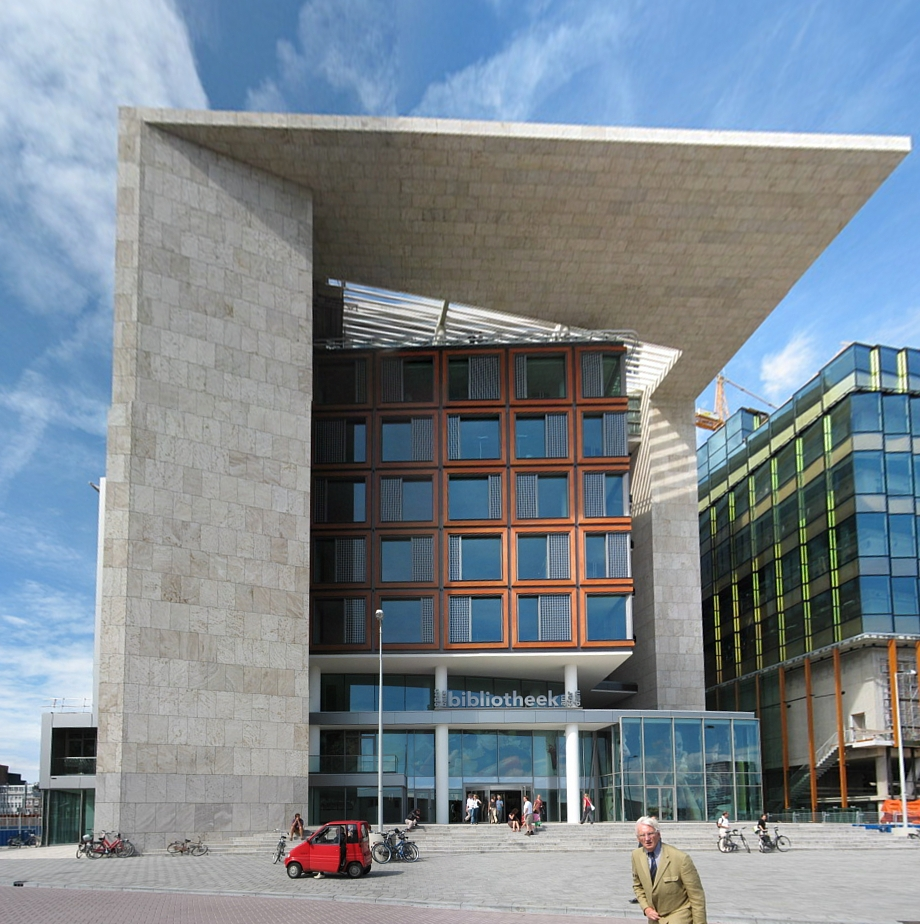
L'OBA, la nouvelle bibliothèque centrale amstellodamoise, inaugurée en 2007 et élue en 2012 Meilleure bibliothèque des Pays-Bas.
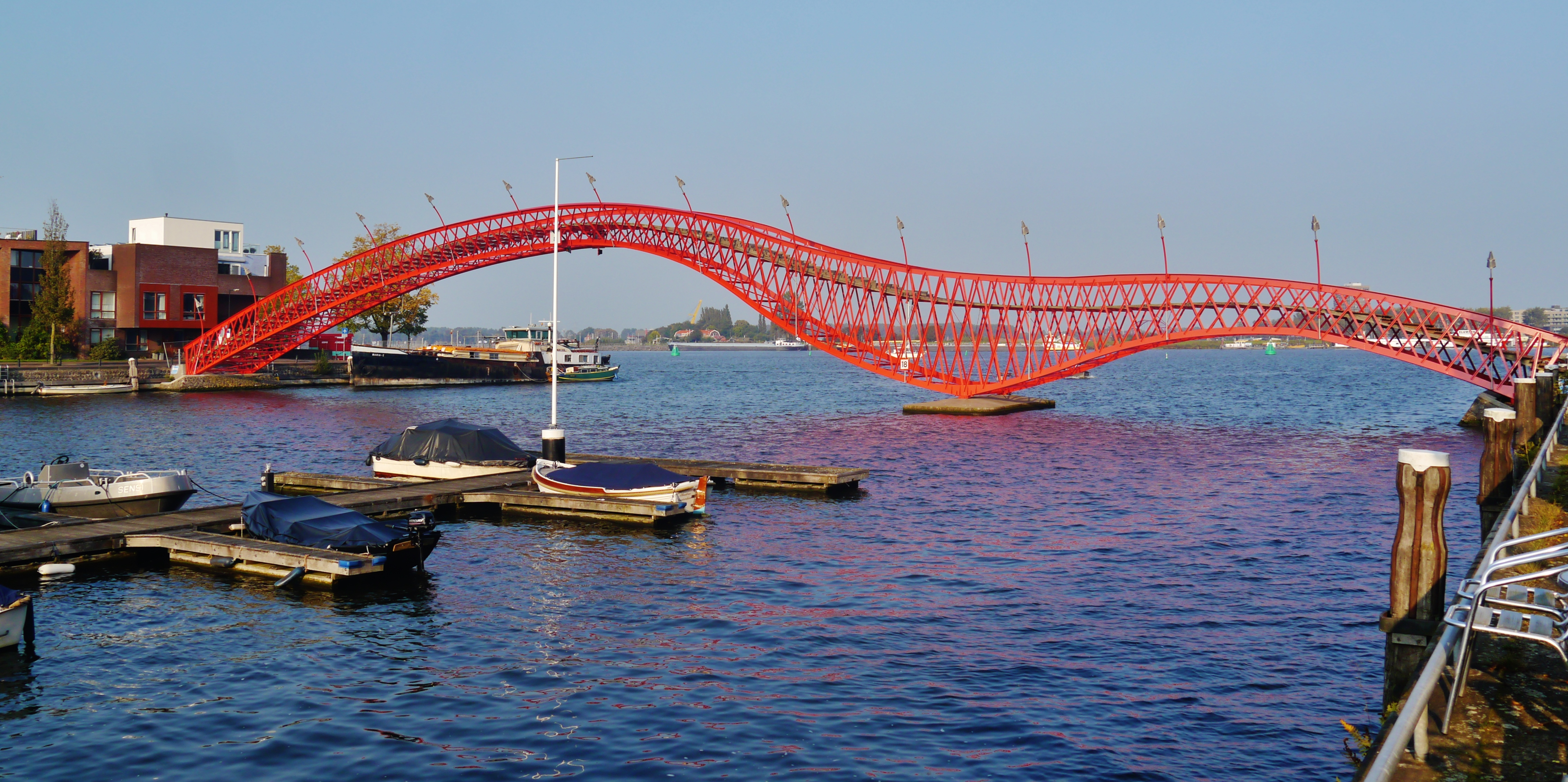
Le pont Python, passerelle des Docks de l'Est.